# Vitalij Prochorov
Vitalij Vladimirovič Prochorov (in russo Виталий Владимирович Прохоров?; Mosca, 25 dicembre 1966) è un ex hockeista su ghiaccio russo, fino al 1991 sovietico.

## Palmarès

### Olimpiadi invernali
- 1 medaglia:
  - 1 oro (Albertville 1992[1])